# Dime museum

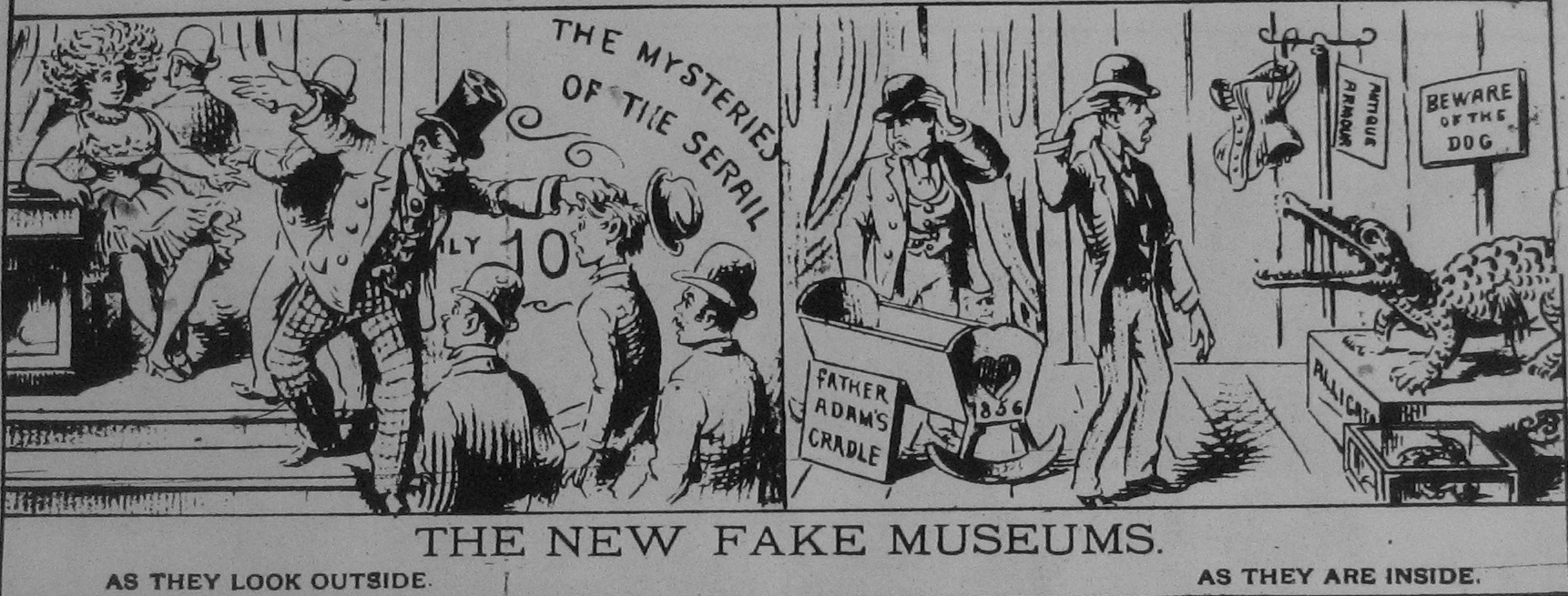
"Los Nuevos Museos de la Falsificación" — viñeta de 1889 que sugiere que algunos "Dime museum" eran poco más que estafas.

Los Dime museum (en español, Museos de diez centavos, por el precio habitual de entrada) fueron instituciones populares de entretenimiento entre las clases bajas a finales del siglo XIX y primeros años del XX en los Estados Unidos. Diseñados como centros para el entretenimiento y educación moral de la clase obrera (lowbrow), los museos eran claramente diferentes de los eventos culturales de la clase media alta (highbrow). En los grandes centros urbanos como Nueva York, donde muchos inmigrantes se habían instalado, los dime museum eran un entretenimiento popular y barato. Alcanzaron su mayor esplendor durante la denominada Era Progresista (c. 1890–1920). A pesar de ser lugares de entretenimiento de las clases humildes, en ellos empezaron las carreras de muchos notables artistas de vodevil como Harry Houdini, Lew Fields, Joe Weber, y Maggie Cline.

## Baltimore
En Baltimore, Maryland, el Peale Museum se acredita como uno de los primeros del país. Este tipo de atracción fue más tarde recreada en el American Dime Museum en 1999, el cual operó ocho años antes de cerrar permanentemente y sus exposiciones subastadas a finales de febrero de 2007.

## Boston
El Kimball Museum y El Austin & Stones Museum en Scollay Square fueron ambos atracciones bien conocidas, el primero teniendo conexión amistosa, y a veces rivalidad con el de P. T. Barnum. Barnum y Moses Kimball compartieron incluso sus "falsas sirenas" habitualmente.

## Cincinnati
Tanto John James Audubon como el escultor Hiram Powers crearon exhibiciones para el Western Museum, organizado por Dr. Daniel Drake en 1818 y continuado por Joseph Dorfeuille. "Satán y su corte", figuras de cera con partes móviles y ojos de cristal destacaban entre las exhibiciones ofrecidas.

## Nueva Orleans
En Canal Street, el "Eugene Robinson Museum and Theater" ofrecía entretenimientos a la hora y también presentaba algunas de sus atracciones en un cercano riverboat. La promoción más común era una banda de música delante de la entrada de estos dime museum, algunas de las cuales tocaban las primeras piezas de jazz tradicional documentadas; el Robinson riverboat museum también contrató a Papa Jack Laine.

## Ciudad de Nueva York

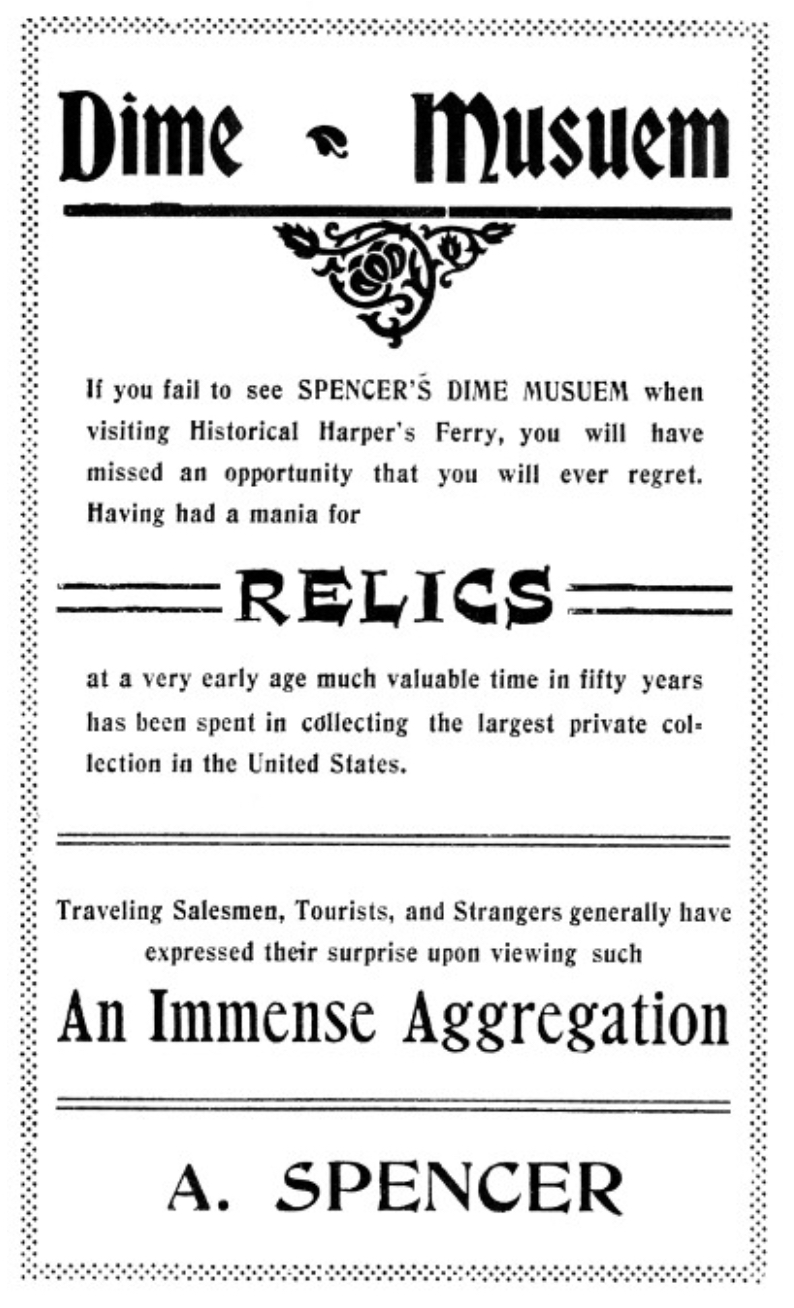
Anuncio de un dime museum

P. T. Barnum adquirió el Scudder Dime Museum en 1841, y lo transformó en uno de los lugares de entretenimiento más populares que jamás haya existido, el Barnum American Museum. Juntos, P.T. Barnum y Moses Kimball introdujeron un nuevo y exitoso enfoque para estos establecimientos, el "entretenimiento educativo" que era una educación moralista a través de sensacionales espectáculos de rarezas, teatro y actuaciones circenses, y exhibiciones históricas y científicas mediante objetos, panorámicas y figuras de cera. La primera encarnación del "American Museum" en Ann Street ardió en 1865. Fue reubicado más arriba en Broadway, pero este local también cayó víctima del fuego.
Durante muchos años en el sótano del Playland Arcade en Times Square de Nueva York, el Hubert Museum presentó actos como tragasables, a Lady Estelene, Congo the Jungle Creep, un circo de pulgas, un medio hombre medio mujer, y magos como Earl "Presto" Johnson. Este museo, uno de los últimos tradicionales, fue documentado en fotografía por Diane Arbus. Más tarde, el lanzador de ratones Tommy Laird abrió en Times Square un dime museum que presentó a Tisha Booty - "el Acerico Humano" - y varios magos como Lou Lancaster, Criss Capehart, Dorothy Dietrich, el mago Dick Brooks, y otros.